# Zirkus Giovanni Althoff
Der Zirkus Giovanni Althoff war ein bekannter Zirkus und lange Zeit eines der führenden deutschen Zirkusunternehmen neben Krone und Sarrasani. In der näheren Vergangenheit wurde der Zirkus hauptsächlich durch Verstöße gegen den Tierschutz in der Öffentlichkeit wahrgenommen. Der Besitzer Giovanni ist Sohn von Carl Althoff und gehört somit zur Zirkusdynastie Althoff.

## Chronik
Gegründet 1948 durch Carl Althoff in Wienhausen, erfolgte 1974 der Umzug nach Osnabrück. 1976 übernahm Werner Althoff den Zirkus, 1983 erfolgte die Übernahme durch Giovanni Werner Althoff. 
Der Zirkus Giovanni Althoff bot ein traditionelles Zirkusprogramm mit Artisten und Tierdressur. Zu seinen Hochzeiten um 1985 besaß der Zirkus noch 21 Elefanten. Der Bestand reduzierte sich bis 1997 auf 9 Tiere. Gleichzeitig musste sich der Zirkus mit Vorwürfen der Tierquälerei auseinandersetzen. Diese Vorwürfe betrafen vor allem die Haltung der Elefanten, der neun bengalischen Tiger sowie der Pferde. Mehrmals wurde dem Zirkus von verschiedenen Behörden die Verfügungsgewalt über einzelne Tiere abgenommen, die Tiere verblieben aber aus unterschiedlichen Gründen im Zirkus.
1999 meldete das Unternehmen Insolvenz an. Am 23. Juni 1999 erlosch die Firma.
Im April 2003 erfolgte in Osnabrück eine Neugründung durch die Inhaberin Barbara Rothmund. 2004 wurde beim Landgericht Hanau Strafantrag wegen des Verstoßes gegen das Tierschutzgesetz und weiterer Vergehen gestellt. Zu diesem Zeitpunkt war auch die finanzielle Situation bereits sehr schlecht. So stellte das Amtsgericht Osnabrück fest, dass ein Insolvenzverfahren mangels Masse nicht durchzuführen sei. Der Schuldenstand gegenüber der öffentlichen Hand und Lieferanten betrug mehr als 330.000 Euro. Nur kurze Zeit später wurde die Reisegewerbekarte eingezogen, so dass der Zirkus nicht mehr zu Vorstellungen berechtigt war. Es folgten Durchsuchungen und Beschlagnahmungen.
Die verbliebenen vier Elefanten wurden im November 2005 vom Zirkus in einer Nachtaktion, ohne die deutschen Behörden zu informieren, nach Frankreich verbracht. Dort wurden sie erst einen Monat später wieder aufgefunden. Mitte 2006 erfolgte die endgültige Verhandlung vor dem Landgericht Hanau, in dessen Verlauf die Angeklagten wegen Verstoßes gegen das Tierschutzgesetz bei fünf Tieren zu einer Gesamtstrafe von 11.700 Euro verurteilt wurden. Die verbliebenen Tiere wurden in einem Notverkauf versteigert und das Geld zur Deckung der Prozesskosten einbehalten. Am 8. April 2008 erlosch die Firma.
2008 wurde unter dem Namen „Circus Althoff – Das Original“ ein Neustart mit Gesellschaftern aus der Familie Althoff und weiteren mit dem Vorgängerbetrieb verbundenen Personen versucht.
Im Jahr 2010 taten sich der Circus Giovanni Althoff und der Circus Mustang zusammen. Unter dem schon seit 2008 benutzten Namen „Circus Althoff – Das Original“ ging es wieder auf Deutschlandtournee. Im Programm waren neben artistischen Vorführungen auch wieder Tiervorführungen, darunter auch die Elefanten des Circus Mustang. Diese Zusammenarbeit wurde Mitte 2010 wieder aufgelöst. Am 3. Mai 2010 erlosch auch diese Althoff-Gesellschaft.